# たかはし等
たかはし 等（たかはし ひとし、1956年11月29日 - ）は、埼玉県出身の俳優、タレント。劇団東京ヴォードヴィルショー所属。
旧芸名は高橋 等。
身長178cm。

## 出演作品

### 舞台
劇団東京ヴォードヴィルショー公演
- 夏だったぜ地平線（1979年）
- 朝吉の大冒険（1980年）
- さらば愛（1980年）
- 七輪と侍（1980年、1983年）
- 1981（1981年）
- ロードランナー（1982年）
- 突然の夜明けに（1982年）
- そして誰も笑わなくなった
- 俺たちの聖夜（クリスマス）（1983年）
- 喜劇・清瀬俳優養老院（1983年、1989年）
- 時のたつままにAs Times Goes By（1984年）
- 夢なかば（1985年、1990年）
- 日曜日ナビはオルガンを弾いた（1985年）
- 朝日が原宿っちゃう午後はやっぱイクっきゃない俺達の交響曲（1986年）
- いつか見た男達 Again（1986年）
- ねぎしゆめみし（1987年）
- ある事情（1988年）
- 黄昏れて、途方に暮れて（1988年、1989年）
- あほんだらすけ（1989年 - 2018年）
- 還らざる日々（1989年）
- 明日を心の友として（1989年）
- まだ見ぬ幸せ（1989年）
- 灯に誘われて（1989年）
- 月満ちて朝遠く（1990年）
- IT'S A SHOW TIME! -夢は夜ひらく-（1991年）
- にくいあんちくしょう（1991年）
- その場しのぎの男たち −明治の一番長い日−（1992年）
- 水に溺れる魚の夢（1993年）
- ドン・トン・カルレオーネのギャグギャグエブリバディー（1993年）
- 94年版 その場しのぎの男たち（1994年）
- FUNNY MONEY（1995年）
- 生きましょ（1996年）
- アパッチ砦の攻防（1996年、2011年）
- アパッチ砦の攻防 決定版（1998年）
- Strangers（1999年）
- これっきり! 黄昏れて、途方に暮れて（1999年）
- 俺達の聖夜（2001年）
- 明日を心の友として（2001年）
- 日暮里泥棒物語（2002年）
- その場しのぎの男たち（2003年、2013年 - 2014年）
- その人、女優?（2004年、2009年）
- エキストラ（2006年 - 2008年）
- 見下ろしてごらん、夜の町を。（2008年 - 2009年）
- 無頼の女房（2010年）
- アパッチ砦の攻防（2011年）
- トノに降る雨（2012年）
- パパのデモクラシー（2013年）
- 田茂神家の一族（2015年）
- パパのデモクラシー 地方公演（2015年）
- 田茂神家の一族 地方公演、東京公演（2017年）
- 終われない男たち（2018年、2021年）

外部公演
- COLOR（1998年）
- 江戸の花嫁（2003年）
- 千葉和臣 Birthday Live（2003年）
- 終着駅（2006年）
- 新宿の女（2007年）
- FAR AWAY（2007年）
- コメディーお江戸でござる（2007年）
- 黄昏れて、途方に暮れて（2007年）
- Show劇的コンサート（2009年 - 2013年）

### テレビドラマ
- 翔んだカップル 第16 - 18、22、24話（1981年、フジテレビ）
- 土曜グランド劇場→土曜ドラマ（日本テレビ）
  - 天まであがれ! パート1 第23話（1982年） - 警備員
  - 金田一少年の事件簿（松本潤版） 第3話（2001年）
- ねらわれた学園 第1話、第2話（1982年、フジテレビ）
- 東映不思議コメディーシリーズ（フジテレビ）
  - バッテンロボ丸 第8話（1982年） - 神父
  - ペットントン（1984年） - 警官
  - どきんちょ!ネムリン 第10話（1984年） - バス会社社員
- スケバン刑事II 少女鉄仮面伝説 第21話、第29話（1986年、フジテレビ）
- 夏・体験物語 パート2 第7話（1986年、TBS）
- 毎度おさわがせします 第3シリーズ 第3話（1987年、TBS）
- ママはアイドル! 第10話（1987年、TBS）
- おヒマなら来てよネ! 第8話（1987年、フジテレビ）
- ドラマ23 / 殺したい女II（1988年、TBS）
- 火曜サスペンス劇場 / 小さな証言者 パパが殺された!（1989年、日本テレビ）
- サントリードラマスペシャル 失われた時の流れを（1990年、フジテレビ）
- 木曜ドラマ（テレビ朝日）
  - 私を海まで流して（1990年）
  - 恋の奇跡（1999年） - 映画制作スタッフ
- NHKコメディ・シアター / ふりむけば結婚 第3話（1990年、NHK） - 出前持ち
- クリスマス・イブ 第10話（1990年、TBS）
- 火曜ミステリー劇場 / なんでも屋探偵帳 第3作（1991年、テレビ朝日）
- さくら家の人々（1992年、NHK）
- 木曜劇場（フジテレビ）
  - 愛という名のもとに 第11話（1992年）
  - 危険な関係 第9話（1999年）
  - スタアの恋 第1話（2001年）
- 世にも奇妙な物語（フジテレビ）
  - 世にも奇妙な物語 春の特別編「笑いの天才」（1992年）
  - 世にも奇妙な物語 春の特別編「ある朝パニック」（1994年）
  - 世にも奇妙な物語 秋の特別編「地獄のタクシー」（1995年）
- 白鳥麗子でございます! 第1シリーズ 第2話（1993年、フジテレビ）
- お茶の間 第3話（1993年、日本テレビ）
- ダブル・キッチン 第9話（1993年、TBS）
- 結婚・私が好きですか / 危険な恋・ビオラの女 第2話（1993年、テレビ朝日）
- 電光超人グリッドマン 第32話（1993年、TBS） - 掃除機の実演販売員
- 東芝日曜劇場（TBS）
  - カミさんの悪口 第1シリーズ 第7話（1993年）
  - オヤジぃ。 第11話（2000年）
- 運命の森 第57、58話（1994年、フジテレビ）
- はぐれ刑事純情派（テレビ朝日）
  - 第7シリーズ 第20話（1994年）
  - 第12シリーズ 第25話（1999年） - 内野優二 役
- さすらい刑事旅情編VII 第2話（1994年、テレビ朝日）
- ヘルプ! 第1話、第10話（1995年、フジテレビ）
- 水曜ドラマ / 星の金貨 第2話（1995年、日本テレビ）
- ハートにS 第8話（1995年、フジテレビ）
- 銭形平次 (北大路欣也) 第5シリーズ 第9話（1995年、フジテレビ）
- 日曜ドラマ / 照柿（1995年、NHK）
- 風の刑事・東京発! 第9話（1995年、テレビ朝日）
- 古畑任三郎 2nd season 第6話（1996年、フジテレビ）
- 月曜ドラマ・イン / チェンジ! 第5話（1998年、テレビ朝日）
- 天てれドラマ（NHK）
  - ザ・ゴーストカンパニー 第13話（1998年） - 佐藤刑事
  - 魔界探偵 第1話（2000年） - 協力者
- 池袋ウエストゲートパーク 第7話（2000年、TBS）
- 未来戦隊タイムレンジャー 第16話（2000年、テレビ朝日） - 菅原喜八郎
- 女優・杏子 第8話、第47話（2001年、フジテレビ）
- ココだけの話 第5話（2001年、テレビ朝日） - 小日向くん ※脚本も担当

### バラエティー番組
- 欽ちゃんの週刊欽曜日（1982年 - 1985年、TBS）
- お笑いマンガ道場 「大変だ!シリーズ」（日本テレビ）
- 欽ちゃんのどこまでやるの!（テレビ朝日） - 代役グレ子、はとぽっぽ高橋
- コメディーお江戸でござる（NHK）
  - 第115話（1997年）
  - 第148話（1998年）
  - 第180話（1999年）
  - 第211話（1999年）
- オールスター忠臣蔵まつり（NHK）
  - （1998年）
  - 笑ってください豪華キャストの爆笑時代劇（2000年）